# ريناتو رامالهو
ريناتو رامالهو (بالبرتغالية: Renato Ramalho) هو سباح برازيلي، ولد في 17 أبريل 1968 في كوريتيبا في البرازيل.

## روابط خارجية
- ريناتو رامالهو على موقع أوليمبيديا (الإنجليزية)